# Tomaszówka (powiat lipski)
Tomaszówka – wieś sołecka w Polsce, położona w województwie mazowieckim, w powiecie lipskim, w gminie Lipsko.
| SIMC    | Nazwa                | Rodzaj    |
| ------- | -------------------- | --------- |
| 0628425 | Dąbrówka Daniszewska | kolonia   |
| 0628419 | Dodatek              | część wsi |

W latach 1975–1998 miejscowość należała administracyjnie do województwa radomskiego.
Wierni Kościoła rzymskokatolickiego należą do parafii Świętej Trójcy w Lipsku.